# 迈克·沃特斯 (政治人物)
迈克·沃特斯（1967年6月30日—）是南非政治人物，曾是反对党民主联盟的国会议员，他于2014年至2019年期间担任该党在议会的反对派副党鞭。此外他曾于2006年至2012年担任影子卫生部长，并于2012年至2014年担任影子社会发展部长。

## 早年生活
沃特斯于1967年出生在英国，1972年随家人移居南非。他曾就读于贝德福德维尤中学，随后在维特沃特斯兰德理工学院获得人力资源文凭。他于1989年加入了民主党，并于1994年出任民主党全国青年组织主席。

## 政治生涯
沃特斯的职业政治生涯始于肯普顿帕克市政委员会。1997年3月，他在一场具有标志性意义的补选中击败国民党首次当选。他于1999年当选为国会议员，随后被任命为民主联盟的儿童虐待事务发言人。2004年，沃特斯出任社会发展事务发言人。他于2009年担任影子卫生部长，直至2012年接受时任民主联盟新当选议会领袖林迪韦·马齐布科任命转任影子社会发展部长。
2014年再次当选国会议员后，沃特斯参选民主联盟议会党团副党鞭，并在投票中以63票对36票击败时任副党鞭桑迪·卡利安。沃特斯曾担任加勒布·卡查利亚竞选活动的高级成员，此次选举旨在扳倒约翰·穆迪民主联盟豪登省省级领导人的职位，但未能成功。2018年，沃特斯成功连任联邦副主席，开启了第二个任期。
2019年再次当选国会议员后，沃特斯竞选连任民主联盟议会党团副党鞭，但败给了雅克·尤利乌斯。此后，他拒绝接受民主联盟影子内阁的任命。同年6月，詹姆斯·塞尔夫宣布将卸任民主联盟联邦委员会主席，沃特斯随后宣布参选该职位。他表示民主联盟需要回归其“核心价值观”，并主张前党魁海伦·齐勒应获准重返该党领导层。然而在2019年10月20日的投票中，沃特斯仅获得少量选票，其得票排名最后，最终由齐勒当选该职位。
2020年9月，约翰·穆迪要求两位埃庫魯萊尼市大都會自治市签署虚假宣誓书，其内容诬陷沃特斯（他是该市议会选举候选人遴选小组的成员）曾试图以名单安全席换取这两位议员提供的同性性服务。此事曝光后，穆迪退出了民主联盟。沃特斯指责穆迪企图“毁掉”自己的声誉和政治生涯，并发誓要对其提起法律诉讼。
2021年2月19日，沃特斯辞去国会议员，表示“成为国会议员是我一生中最崇高的荣誉。”据与他亲近的知情人士透露，沃特斯当时已多次考虑辞职，辞职时并未给出官方理由。他对民主党、民主联盟以及肯普顿帕克、伊登维尔选区的选民表达感谢。2021年6月，沃特斯获任民主联盟2021年地方政府选举的埃庫魯萊尼和东兰德的竞选经理。然而在该党决定撤下在夸祖鲁-纳塔尔省菲尼克斯市存在的争议选举海报后，沃特斯于10月11日辞去了该职务。他支持该组海报传达的信息，并批评党内领导层在撤回争议海报问题上表现软弱。他在辞职信中写道，自己对党的退缩感到“震惊和愤怒”。

## 政策议题

### 艾滋政策
沃特斯一直直言不讳地批评非国大的卫生政策，特别是备受争议的前卫生部长曼托·查巴拉拉·姆西曼的政策。

### 虐待儿童
作为民主联盟负责儿童虐待事务的发言人，沃特斯于2002年走访了南非全国45个儿童保护单位。次年，他又走访了全部48个性侵犯罪调查单位。他公开强烈批评执政党非国大在2006年决定解散整合后的家庭暴力、儿童保护与性犯罪调查单位的做法。

## 个人生活
沃特斯是公开出柜的同性恋。